# Benito Juárez, Yecuatla
Benito Juárez är en ort i Mexiko.   Den ligger i kommunen Yecuatla och delstaten Veracruz, i den sydöstra delen av landet, 250 km öster om huvudstaden Mexico City. Benito Juárez ligger 408 meter över havet och antalet invånare är 106.
Terrängen runt Benito Juárez är kuperad åt nordost, men åt sydväst är den bergig. Runt Benito Juárez är det ganska tätbefolkat, med 166 invånare per kvadratkilometer. Närmaste större samhälle är Misantla, 11,2 km nordväst om Benito Juárez. Omgivningarna runt Benito Juárez är en mosaik av jordbruksmark och naturlig växtlighet.